# Szőnyegbombázás

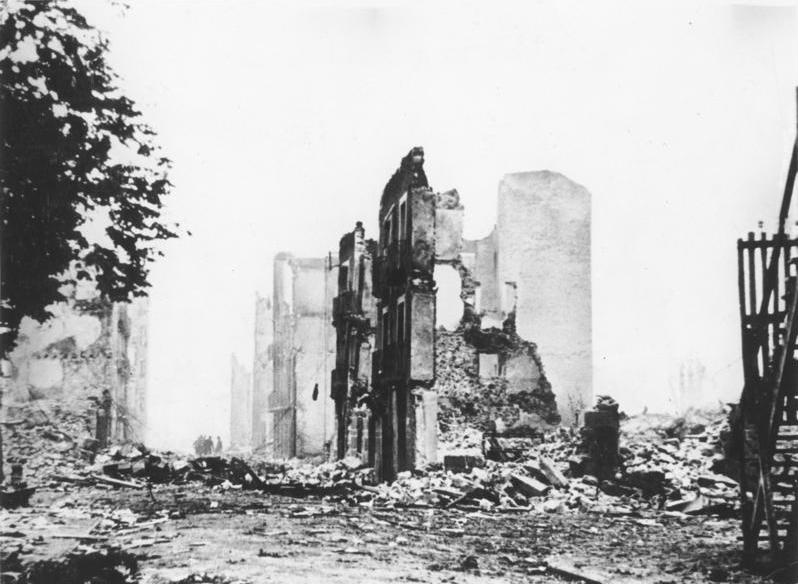
Guernica romjai (1937)

A szőnyegbombázás bombázó repülőgépek által végrehajtott demoralizáló, megtorló vagy elrettentő terrorakció. A második világháborút lezáró nürnbergi per és kísérő perei után nemcsak a közvélemény oszlott meg a szőnyegbombázás megítélésében, hanem a bombázó légierővel rendelkező államok is. A vietnámi háború után kiszorult a hadászati eszközök sorából.

## Jellemzői
- Legördülő bombaszőnyeg, ami meghatároz egy konkrét sávot. A sáv szélessége és hosszúsága a támadó kötelék alakjától függ. A több hullámban végrehajtott támadás során a földalatti építmények is megsemmisülhetnek.[1]
- Általában nincs egy konkrét kiválasztott (katonai, infrastrukturális, gazdasági) célpont.
- A kötelékben érkező repülőgépek egyszerre, vagy közel egyszerre oldják ki bombaterhüket.
- Célja az adott terület teljes megsemmisítése, illetve a megfélemlítés és demoralizálás a civil lakosság és azok anyagi javainak pusztításával.

## Története

### A spanyol polgárháborúban
Az első szőnyegbombázásokat Madrid ostroma során hajtották végre a német és olasz repülőgépek, Francisco Franco tábornok kérésére, aki kijelentette: „Inkább lerombolom Madridot, semmint hogy meghagyjam a marxistáknak.” Franco a védők harci kedvét akarta a légitámadásokkal megtörni, azonban azok az ellenkező hatást váltották ki a lakosságból, így a nacionalisták végül nem tudták bevenni a várost. A légitámadások ezután a polgárháború végéig folytak Madrid ellen, és több más olyan köztársasági kézen lévő város is célponttá vált, mint Valencia és Barcelona. Ezek közül a legismertebb a baszk Guernica ellen indított légitámadás.
Az elterjedt tévhit szerint a legelső szőnyegbombázást 1936. április 26-án hajtotta végre a spanyol polgárháborúban a Condor légió a baszk Guernica ellen. A Condor légió a következő német erőkből tevődött össze: három bombázó repülőszázad, mely Ju 52-es szállítógépekből állt, három bombázó repülőszázad He 51 biplán csatarepülőből, két repülőszázad a He 45 és He 70-es szállító/bombázó gépből és egy repülőszázad He 59 torpedóvető és He 60 haditengerészeti biplán repülőből. A 100 repülőgépet és az 5136 fős katonai egységet Hugo Sperrle irányította. A bevetés katonai és logisztikai taktikai célok ellen irányult, de az időjárás, a képződő sűrű füst és navigációs hibák miatt lakóépületek is találatot kaptak. Ez az esemény ezért nem minősíthető „terrorbombázásnak”.

### A második kínai-japán háborúban

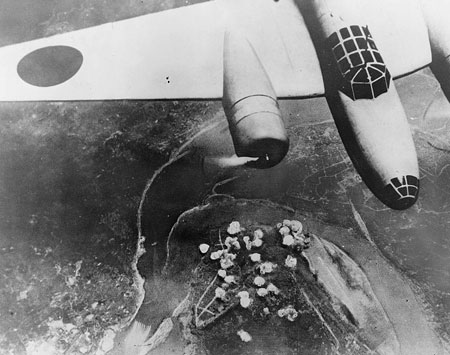
Japán repülőgép Csungkingot bombázza

A Japán Birodalom is bevetette a taktikát a második kínai–japán háborúban, miután Kína egy jelentős részét nem tudta uralma alá hajtani. A japán légierő rendszeresen hajtott végre szőnyegbombázásokat kínai városok ellen, főleg az új ideiglenes fővárost, Csungkingot támadva, amely Jung Chang történész szerint az egyik legtöbbet bombázott város volt a történelemben. 1938 májusa és 1941 júniusa között a japán légierő 218 légitámadást hajtott végre a város ellen, többek között repesz- és gyújtóbombákkal, amik összesen 12 ezer halálos áldozattal jártak. Csungkingban volt sziréna a támadások jelzésére, de sok más kínai településen nem; itt póznákra felhúzott léggömbökkel jelezték a közelgő támadást.

### Finn háború
Európában az első terrorbombázást a szovjet légierő hajtotta végre 1939. november 30-án a téli háború során, Helsinki ellen. A szándék egyértelmű volt, hiszen a finn főváros a frontvonaltól nagyon messze esett, katonai célpontjai egyáltalán nem voltak. A bombázás a hadüzenet nélküli háború bevezetése volt. A téli háború kezdete után nem sokkal a szőnyegbombázások kiterjedtek Viipuri, Kotka és Turku térségére is.

### A második világháborúban

#### Németország

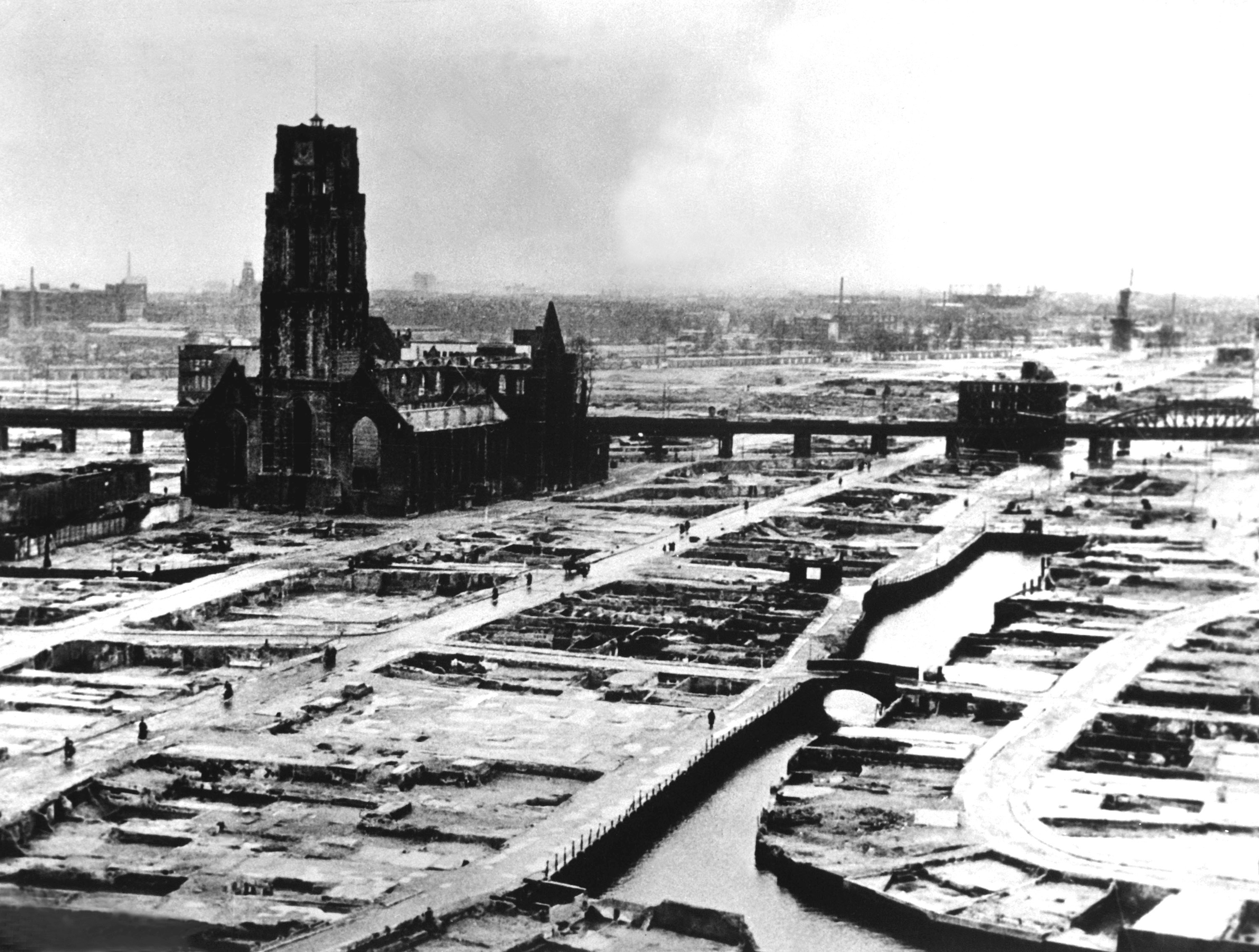
Rotterdam a német bombázás után

A taktika a második világháborúban kapott széles teret, ahol mindkét oldalon alkalmazták azt, leginkább a szövetséges hatalmak. Németország főleg egy- és kétmotoros bombázókat épített, amelyek nem voltak alkalmasak ilyen feladatok végrehajtására, továbbá igyekeztek ipari kapacitásukat az ellenséges területeken található gyárak elfoglalásával növelni, így jóval kevesebbszer alkalmazták a szőnyegbombázás taktikáját. A német zuhanóbombázók maguk cáfolják, hogy a német stratégiában a szőnyegbombázás nagyobb szerepet kaphatott volna, hiszen ezek kifejezetten pontbombázók, kiváló célzási technikával és kis bombateherrel.
Ennek ellenére 1939. május 2-án olyan helyzetjelentés született, amely a Luftwaffét egy totális légiháborúra felkészültnek minősítette. Hermann Göring még diplomáciai tárgyalásokon is megengedte magának azt a fenyegetőzést, hogy a partner városait a Lufwaffe bombázza majd, ha nem lesz megállapodás. Hitler ekkor olyan repülőgép tervezésére adott utasítást, amely öt tonna bombateherrel képes elrepülni New Yorkba és vissza. Ám ezek csak illúziók voltak. A Luftwaffe vezetése a két világháború között nyomatékosan elvetette a terrorháború gondolatát, és nem is álltak rendelkezésére megfelelő stratégiai bombázók. Emellett Németország gazdasági elszigeteltsége is éreztette hatását, a Luftwaffe arra törekedett, hogy a háborút a lehető leggazdaságosabban folytassa, ez pedig a kevés bombát és olcsó repülőgépeket igénylő pontbombázók, a zuhanóbombázók alkalmazásával volt lehetséges. Nagy számban voltak még ferdetámadók, de szőnyegbombázók alig. A Luftwaffe egyik szabálya: „Azok a sűrűn lakott területeken lévő célpontok és objektumok közvetlen közelében lévő célok, célpontok, amelyek ellen tilos a légi támadás, csak célzott bombavetéssel támadhatók.” Ám még a nagy magasságú bombázásnál is az 1937-es bombavetési kiképzés követelménye volt, hogy 1000 méteres támadómagasság esetén 50 méternél, 6000 méteres támadómagasságnál 150 méternél messzebb nem érhet célt a bomba. A Luftwaffe – ugyan nem humanitárius, hanem hadigazdasági okokból – 1939 őszén elutasította a területbombázás fejlesztési tervezetét.
A németek által elkövetett legismertebb szőnyegbombázások a London, Varsó és Rotterdam városát ért támadások. A legfontosabb azonban az 1940. november 14-i Coventry elleni légitámadás mind közül, mert mind a Luftwaffe megítélésében, mind a háború további menetében jelentős szerepet játszik. Ez a támadás is katonai célpont (repülőtér és 17 üzem, köztük repülőgépmotor-gyárak) ellen irányult, de a nagy számban (20%) használt gyújtóbombák és a célpontok szétszórtsága következtében 568 halálos áldozattal járt, és egy rosszul célzott bomba eltalálta a közeli székesegyházat is. Ez a lerombolt templom vált a Luftwaffe kegyetlenségének és terrortámadásainak jelképévé. Hasonló a rotterdami bombázás is, amelyet 1940. május 14-én hajtottak végre, de ma már bizonyíthatóan tévedésből, ráadásul a brit propaganda alaposan túlzott is. A hírekben közölt 30 000 áldozat helyett valójában mintegy 900 halálos áldozat volt. A körülmények kétszeres szerencsétlen összejátszása okozta a tragédiát: a lakóterület a Lek-híd helyett kapott találatokat, ugyanakkor a városparancsnok kapitulációja idején a gépek már a levegőben voltak, és nem sikerült visszahívni őket. London 1940-ben nem szerepelt a német célok között, de augusztus 25-én 12 eltévedt gép néhány bombát dobott a városra, amelyről a London Times másnapi száma azt írta: „nagyon csekély károk”. Ez a szándéktalan támadás azonban kapóra jött Winston Churchillnek ahhoz, hogy elrendelje Berlin bombázását.
A normandiai partraszállás után változott a német hadvezetés hozzáállása, de nem a Luftwaffe részéről: 1944 nyarán repülőgép helyett V–1 robotrepülőgépekkel sorozatosan hatórás szárnyasbomba- és rakéta- össztüzeket zúdítottak Londonra. Egy-egy ilyen periódus során 672-840 szárnyas bomba csapódott be a brit fővárosban és környékén.

#### Nagy-Britannia

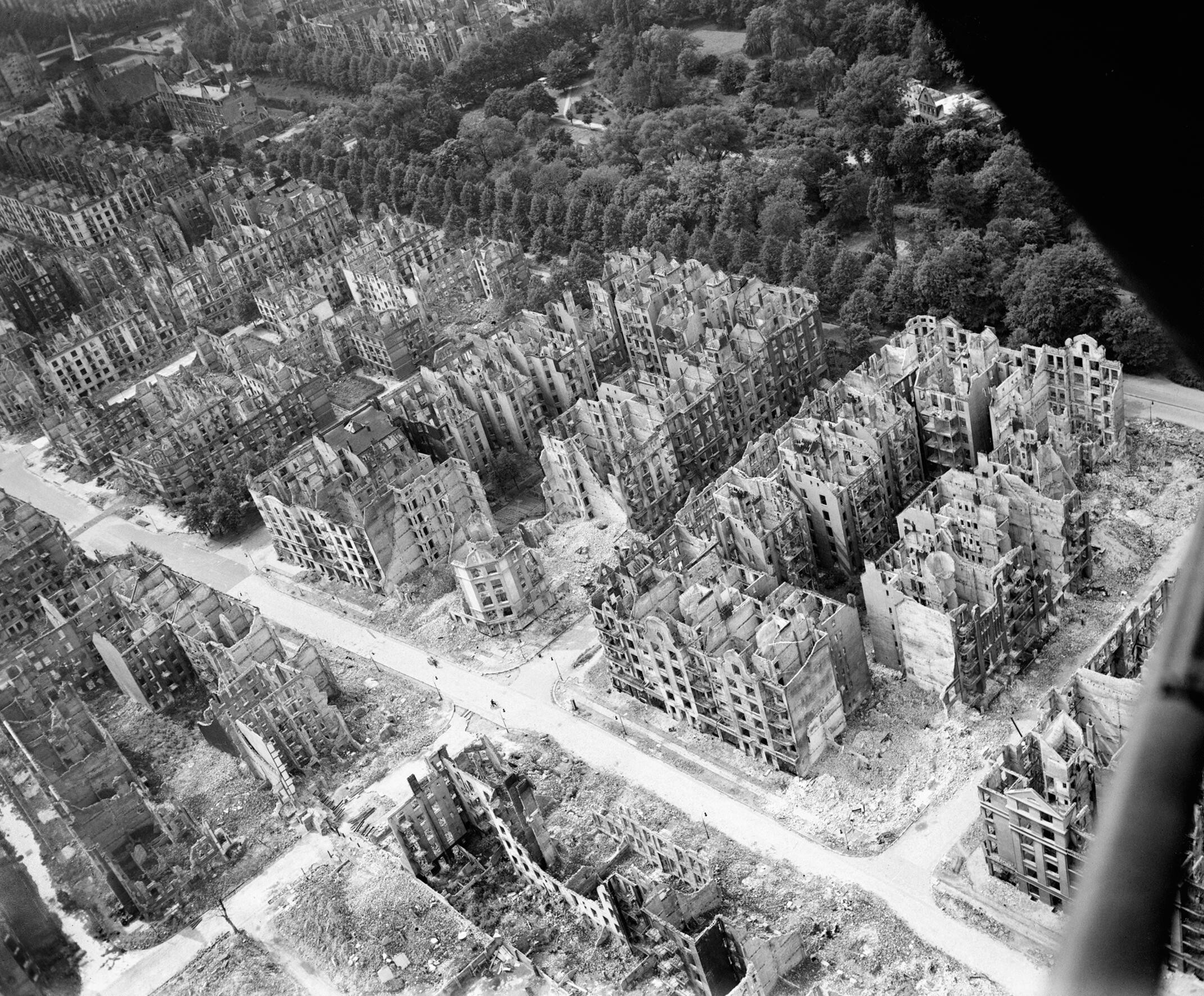
Hamburg az 1943. július 25. – augusztus 3. között végrehajtott „Gomora-hadművelet” (gyújtóbombákkal előidézett tűzvihar) után

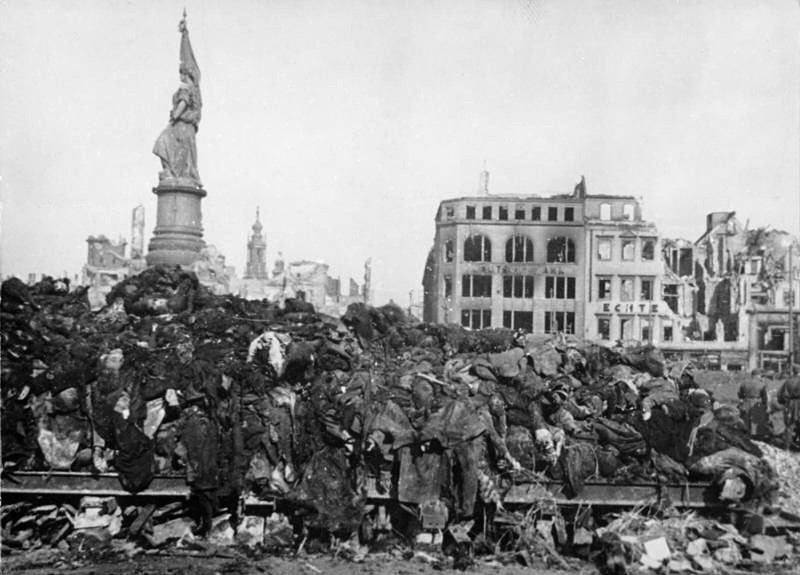
A polgári lakosság hullahegyei Drezdában, az 1945. február 13–15. között végrehajtott RAF-szőnyegbombázások nyomán

Stanley Baldwin brit miniszterelnök már 1932-ben ezt mondta az alsóházban: „Az egyetlen védekezés a támadás, és ez azt jelenti, hogy több nőt és gyereket kell gyorsabban megölni, mint az ellenség, hogy megmentsük magunkat.” Ezért a brit fejlesztések elsődleges célja a bombázók lettek, mivel 1939-ig úgy tűnt, hogy a saját légtér védelme lehetetlen, hiszen a vadászok nem sokkal voltak gyorsabbak, mint a bombázók. Az utóbb bárói címet kapott Sir Arthur Harris (akit a háborúban „Bomber Harris” vagy „Butcher Harris” néven ismertek) 1947-ben jelentette ki, hogy „neuralgikus közlekedési csomópontokat a levegőből csak a környező házak lerombolásával lehet lezárni.”
A Brit Királyi Légierő (RAF) a második világháború során két légi eszközt fejlesztett: megkezdődött a vadászrepülők tökéletesítése, és a hadászati bombázók teherbírásának növelése. Az 1930-as évek első felében a hadászati bombaháború pénzügyi okok miatt nem valósulhatott volna meg, ezért átmenetileg védelmi beruházásokra költöttek a német légifölényt észlelve, a radarhálózatra és a vadászokra. A RAF bombázóit gyenge célzókészülékekkel szerelték fel és éjjellátó eszközeik sem voltak. Ezért abban az időben, amikor még nem rendelkeztek Németország légterében légifölénnyel és csak éjszaka támadhattak, rengeteg téves bombakioldás történt. A pilóták sokszor csak körülbelül (vagy még úgy sem) tudták, hogy merre járnak, és a megadott időben úgy dobták le bombáikat, hogy a célpontot nem is látták. Olyan is előfordult, hogy a célt nem találták meg, de a bombaterhet mégis ledobták, különben nem lett volna elég az üzemanyaguk a hazatéréshez. Ezen akciók egy része nem szándékolt terrorbombázás volt. A tapasztalatok ellenére a RAF-nál sosem fordítottak nagyobb gondot a célzókészülékek fejlesztésére és a navigáció pontosítására. A navigációban még a háború késői szakaszaiban is a rádiókapcsolat nélküli, csillagászati módszer maradt az uralkodó, a későbbiekben a vakbombázást a radarirányítású X-eljárás segítette. Az X-készülék nagyjából 300 méteres célzási pontosságot biztosított, így valóban nagy területet kellett lerombolni ahhoz, hogy a célpont is elpusztuljon. 1940-től az Y-eljárást is alkalmazták, amely 1–2 km-es pontosságot ért el. Mindemellett a második világháború teljes tartama alatt a brit hadvezetés a háborús siker zálogát a megfélemlítésben és demoralizálásban látta.
Az is igaz azonban, hogy a háború kezdetén a különbségtétel nélküli terrorháborúra létrehozott RAF bombázóállománya pragmatikus okokból felülírta saját elvi szempontjait, és a szőnyegbombázások helyett ipari és katonai célpontokat keresett, mert nem akarták a brit városokra vonni Adolf Hitler megtorló csapásait. A bombázások pontatlansága azonban előbb-utóbb azt a látszatot keltette a németekben, hogy szándékosság állt fenn, ami válaszcsapást generált, az meg újabbat. Jellegzetes különbség látszik a ledobott bombák típusa alapján is. A német bombázóknál alig 7,7% volt a gyújtóbombák aránya, és ezt főleg célmegjelölésre használták. A RAF bombázói 60% fölött használtak gyújtóbombát, hogy a polgári célpontokat felgyújtsák. A bombaháború kezdetéről pedig James Molony Spaight, aki 1940-ben a Légügyi Minisztérium államtitkára volt ezt nyilatkozta: „Az előtt kezdtünk el célpontokat bombázni a német szárazföldön, mielőtt a németek elkezdtek volna célpontokat bombázni a brit szárazföldön.” A közhiedelemmel ellentétben a bombaháborút nem Németország kezdte. 1940 júliusától a brit Bombázó Parancsnokság nagyarányú bombaháborúban gondolkodott, de ekkor még utasították a pilótákat, hogy ha a célpontot nem találják meg, hozzák vissza a bombákat.
A szövetségesek négymotoros repülőgépei a háború előrehaladtával egyre nagyobb mértékben hajtottak végre szőnyegbombázásokat a tengelyhatalmak városai ellen. Legismertebb akcióik Hamburg, Drezda és Tokió bombázása voltak, amelyek során több százezer ember halt meg vagy vesztette el otthonát. A szőnyegbombázás stratégiája azonban nem érte el a kívánt hatást, ugyanis a német hadiipar 1944-ben érte el a legmagasabb termelékenységét, pontosan akkor, amikor a legsűrűbbek voltak a légitámadások.

#### USA

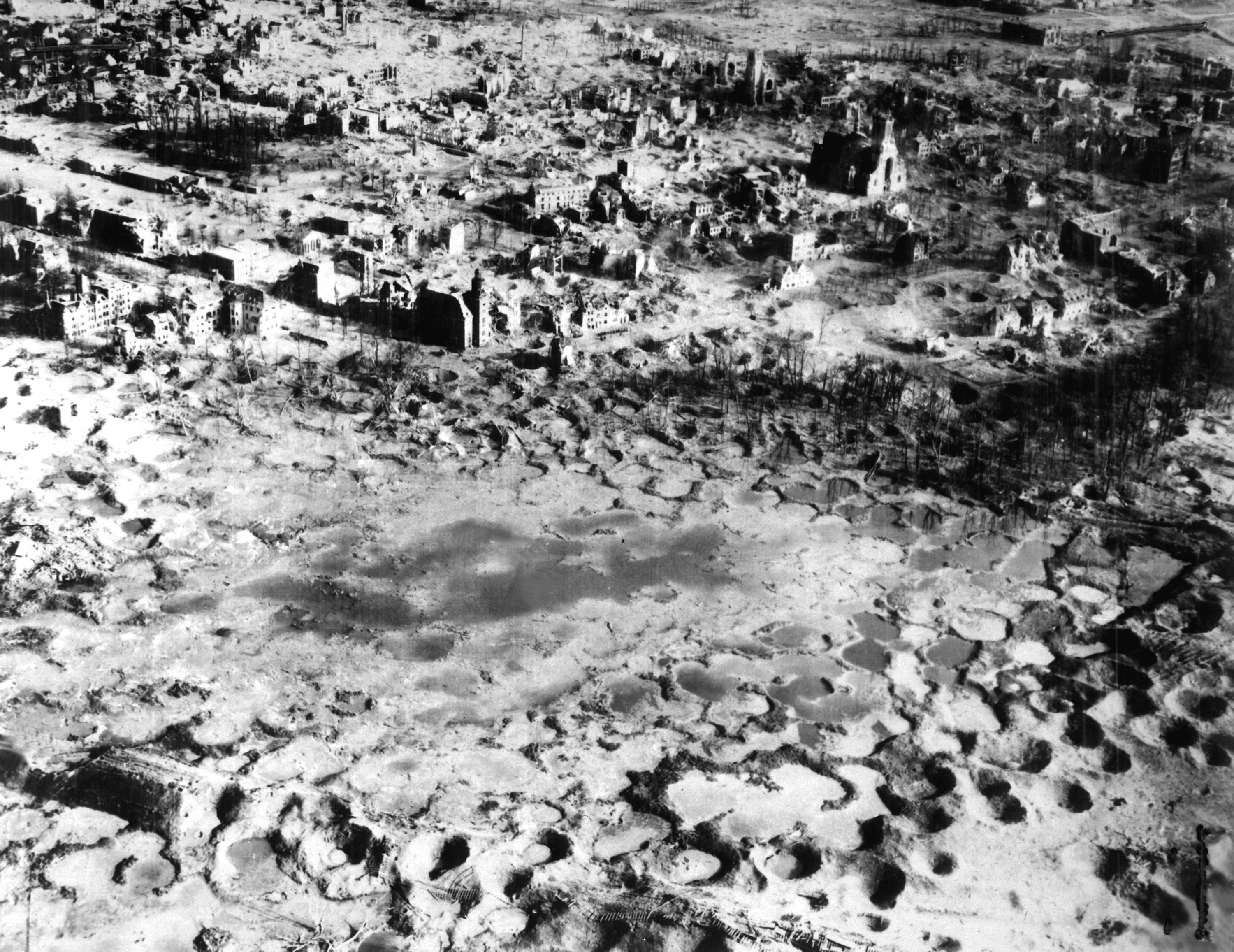
Wesel német város 1945-re 97%-ban megsemmisült a szövetséges szőnyegbombázások következtében

Az Amerikai Egyesült Államokban 1938-ig a légierőt csak gyalogsági támogató fegyvernemként használták. A két világháború közti időszak konfliktusaiban nem akadtak össze olyan ellenféllel, amelyikkel szemben akár védelmi, akár fenyegető célzattal a légierőt fejleszteni kellett volna. 1941-re kristályosodott ki, hogy nehézbombázók fejlesztésébe kell fektetni a legnagyobb energiát, és a légierő gerincét azoknak kell képezni. Az elképzelés hasonló volt Hermann Göring terveihez. Az USA hadászati terveinek alapját azonban – legalábbis eleinte – nem a polgári lakosság moráljának megtörése alkotta, hanem a gazdaság megbénítása, a „nemzeti struktúra” lerombolása. Hangsúlyt fektettek a pontos célzásra is, ezt a célt szolgálta a Norden-féle célzókészülék, amelyet Amerikában kitűnőre minősítettek. Az európai időjárási körülmények között azonban ez sem bizonyult tökéletesnek, és még a legjobb feltételek mellett sem érte el a német zuhanóbombázók pontosságát. Ezért az amerikai bombázásnak kitett vasútállomások és ipari üzemek környéke és lakossága is mindig megszenvedte a légitámadást. Az angolokhoz hasonlóan eleinte azt gondolták, hogy zárt alakzatrepülésben, vadászkíséret nélkül is hatékonyak lesznek.
Az USA hosszas tárgyalások után vállalta csak, hogy beszáll a britek szőnyegbombázási gyakorlatába. Eleinte vadászvédelem nélküli, zárt alakzatú precíziós támadásokat hajtottak végre, de ahol a célzókészülék nem volt elég hatékony vagy más ok miatt nem volt lehetséges a pontos célzás, szőnyeget is terítettek. 1943. október 13-án végezték az első tervezett terrorbombázást Münster ellen. Egyre többet repültek vadászvédelemmel, és a német légierőt is gyakorlatilag kikapcsolták, mégsem tértek vissza ezután a precíziós bombázáshoz.
1945 tavaszától Japán ellen is kizárólag terrorbombázásokat hajtottak végre, amelyek közül egyedül a március 10-i Tokió elleni 80 000 halálos áldozattal járt. A szőnyegbombázások között kell számon tartani az USA két emberiségellenes bűntettét, Hirosima és Nagaszaki lerombolását. Ezek egyetlen repülővel és egyetlen bombával elkövetett „terrorbombázások” voltak, a szőnyegbombázás minden fontos jellemzőjével (katonai célpont hiánya, a civil lakosság elleni akció, elrettentés és demoralizálás céljával hajtották végre, nagy területet érintett egy időben).

## Magyarország
Magyarországot a német megszállás után, 1944 áprilisától érték rendszeres, súlyos amerikai szőnyegbombázások.

### A második világháború után
A taktikát az USA a vietnámi háborúban is bevetette, főleg ipari célpontokat támadva. Ám, mivel Vietnám fejlettsége messze elmaradt Németországétól vagy Japánétól, mindössze nyolc bombázásra érdemes üzemet tudtak kijelölni. Később csökkentették a kritériumokat, és 18 olyan erőművet is a célpontok közé soroltak, amelyek csupán a közvilágításért és a polgári létesítmények ellátásáért voltak felelősek. A stratégia így itt kudarcot vallott, hiszen nem akadt célpont, amelyet bombázni lehetett volna.